# パレスチナ・ポスト
パレスチナ・ポスト（英語: Palestine Post）は、パレスチナ自治区の郵便事業会社。パレスチナ自治政府によって管理されている。